# Rudolf Manz
Rudolf Manz (* 3. September 1908 in Neustadt an der Haardt; † 15. September 1996 in Kaarst) war ein deutscher Rechtsmediziner und Hochschullehrer.

## Leben
Rudolf Manz begann nach dem Abitur ein Studium der Medizin an der Albert-Ludwigs-Universität Freiburg. 1927 wurde er mit Theo Spreter von Kreudenstein im Corps Suevia Freiburg aktiv. Er wechselte 1929 an die Ruprecht-Karls-Universität Heidelberg und schloss sich auch dem Corps Rhenania Heidelberg an. Manz trat zum 1. Dezember 1930 in die NSDAP ein (Mitgliedsnummer 421.324). Danach studierte er an der Universität Hamburg und der Universität Innsbruck. Das Staatsexamen bestand er an der Julius-Maximilians-Universität Würzburg, die ihn 1933 zum Dr. med. promovierte.
Er habilitierte sich 1942 an der Georg-August-Universität Göttingen und war dort Privatdozent und ab 1950  apl. Professor. Bereits in seiner Habilitation hatte er sich mit Blutalkohol befasst. Ab 1957 wirkte er als a.o. Professor an der Universität zu Köln, wo er als Direktor auch dem Institut für Gerichtliche Medizin und Kriminalistik vorstand. Er wechselte 1960 als o. Professor an die Medizinische Akademie Düsseldorf, die im November 1965 zur Medizinischen Fakultät der Universität Düsseldorf wurde. Er wurde 1975 emeritiert.

## Schriften (Auswahl)
- Stimmt die Klinik der Arterienunterbindung mit der Anatomie und Physiologie des Kollateralkreislaufes überein? Medizinische Dissertation Würzburg 1933.
- Der heutige Stand der Blutalkoholforschung, ihre besondere Bedeutg bei körperlichen und geistigen Ausnahmezuständen. Habilitationsschrift, Medizinische Fakultät Göttingen 1942.